# Promozione 1951-1952 (Lega Interregionale Centro)
La Lega Interregionale Centro fu un ente federale che gestì uno dei tre tornei del campionato di Promozione nella stagione sportiva 1951-1952. La Lega Interregionale Centro aveva sede a Firenze. Nella giurisdizione della Lega ricadevano le società aventi sede nell'Emilia e nell'Italia centrale.
Il campionato giunse alla sua ultima edizione: dalla stagione successiva sarebbe stato sostituito dal nuovo torneo di IV Serie gestito da un'unica lega nazionale, mentre la gran massa delle escluse sarebbe tornata nelle leghe regionali che avrebbero organizzato un nuovo campionato di qualità che avrebbe ereditato il nome di Promozione.
Concretamente, al Centro vennero assegnati venti posti per la IV Serie, cioè cinque per ogni gruppo. In più, inoltre, il presidente federale Ottorino Barassi assegnò al Centro ben cinque dei dieci posti residui a lui riservati dal regolamento.

## Aggiornamenti
Elencati tutti in una stessa sezione perché con molti gironi, l'appartenenza di una squadra ad uno o l'altro poteva variare di anno in anno.
Toscana
L'Unione Sportiva Fucecchio e l'A.S. Ardenza si sono sciolte.
Lazio
- L'A.S. Sogene è stata radiata dalla Federcalcio al termine della stagione 1950-51, per fallimento.
- Le romane A.S. San Lorenzo e S.S. Artiglio si sono fuse nella "Società Sportiva Sanlorenzartiglio".

## Girone G

### Classifica finale
|  | Pos. | Squadra            | Pt | G  | V  | N  | P  | GF | GS | DR  |
|  | ---- | ------------------ | -- | -- | -- | -- | -- | -- | -- | --- |
|  | 1.   | Ferrovieri Bologna | 44 | 32 | 20 | 4  | 8  | 62 | 37 | +25 |
|  | 1.   | Minatori Perticara | 44 | 32 | 19 | 6  | 7  | 61 | 36 | +25 |
|  | 3.   | Carpi              | 43 | 32 | 16 | 11 | 5  | 64 | 38 | +26 |
|  | 4.   | Vigor Senigallia   | 42 | 32 | 16 | 10 | 6  | 56 | 37 | +19 |
|  | 5.   | Baracca Lugo       | 41 | 32 | 17 | 7  | 8  | 49 | 26 | +23 |
|  | 6.   | Faenza             | 41 | 32 | 18 | 5  | 9  | 68 | 45 | +23 |
|  | 7.   | Vis Sauro Pesaro   | 36 | 32 | 16 | 4  | 12 | 41 | 43 | -2  |
|  | 8.   | Russi              | 31 | 32 | 9  | 13 | 10 | 38 | 45 | -7  |
|  | 9.   | Sansepolcro        | 29 | 32 | 10 | 9  | 13 | 49 | 49 | 0   |
|  | 9.   | Portuense          | 29 | 32 | 11 | 7  | 14 | 45 | 48 | -3  |
|  | 11.  | Rimini             | 28 | 32 | 11 | 6  | 15 | 40 | 56 | -16 |
|  | 12.  | San Lazzaro        | 27 | 32 | 10 | 7  | 15 | 45 | 51 | -6  |
|  | 12.  | Falconarese        | 27 | 32 | 10 | 7  | 15 | 40 | 52 | -12 |
|  | 12.  | Bondenese          | 27 | 32 | 9  | 9  | 14 | 36 | 57 | -21 |
|  | 15.  | Budrio             | 26 | 32 | 8  | 10 | 14 | 42 | 48 | -6  |
|  | 16.  | Cesena             | 21 | 32 | 6  | 9  | 17 | 42 | 59 | -17 |
|  | 17.  | Medicinese (-1)    | 7  | 32 | 3  | 2  | 27 | 27 | 78 | -51 |

Legenda:
      Retrocesso nella nuova Promozione 1952-1953 regionale.
 Retrocessione diretta.
Note:
Due punti a vittoria, uno a pareggio, zero a sconfitta.
Le formazioni giunte dal primo al quinto posto sono ammesse nella nuova IV Serie 1952-1953.
Medicinese penalizzata con la sottrazione di 1 punto in classifica.
Il Faenza, inizialmente retrocesso dopo aver perso lo spareggio con l'ex aequo Baracca Lugo, è stato poi riammesso in IV Serie a seguito di delibera federale.

### Spareggio di ammissione in IV Serie
|              | Risultati |        | Luogo e data            |
| ------------ | --------- | ------ | ----------------------- |
| Baracca Lugo | 4-1       | Faenza | Ravenna, 15 giugno 1952 |
|              |           |        |                         |

## Girone H

### Classifica finale
|  | Pos. | Squadra           | Pt | G  | V  | N  | P  | GF | GS |
|  | ---- | ----------------- | -- | -- | -- | -- | -- | -- | -- |
|  | 1.   | Grosseto          | 50 | 34 | 23 | 4  | 7  | 79 | 35 |
|  | 2.   | Carrarese         | 41 | 34 | 18 | 5  | 11 | 57 | 38 |
|  | 2.   | Signa             | 41 | 34 | 16 | 9  | 9  | 63 | 47 |
|  | 4.   | Massese           | 40 | 34 | 16 | 8  | 10 | 66 | 49 |
|  | 4.   | Colligiana        | 40 | 34 | 18 | 4  | 12 | 63 | 61 |
|  | 6.   | Pescia            | 39 | 34 | 15 | 9  | 10 | 68 | 45 |
|  | 7.   | Minatori Ribolla  | 38 | 34 | 14 | 10 | 10 | 72 | 48 |
|  | 7.   | Sangiovannese     | 38 | 34 | 14 | 10 | 10 | 61 | 48 |
|  | 9.   | Castelfiorentino  | 37 | 34 | 12 | 13 | 9  | 44 | 29 |
|  | 10.  | Volterrana        | 36 | 34 | 14 | 8  | 12 | 58 | 58 |
|  | 11.  | Pistoiese         | 32 | 34 | 12 | 8  | 14 | 57 | 54 |
|  | 11.  | Cecina            | 32 | 34 | 13 | 6  | 15 | 62 | 63 |
|  | 13.  | San Carlo Solvay  | 31 | 34 | 10 | 11 | 13 | 53 | 54 |
|  | 13.  | Sestese           | 31 | 34 | 10 | 11 | 13 | 37 | 63 |
|  | 15.  | Cascina           | 29 | 34 | 10 | 9  | 15 | 34 | 63 |
|  | 16.  | Certaldo          | 23 | 34 | 8  | 7  | 19 | 47 | 85 |
|  | 17.  | San Vincenzo (-1) | 17 | 34 | 6  | 6  | 22 | 44 | 90 |
|  | 18.  | Pietrasanta       | 16 | 34 | 4  | 8  | 22 | 48 | 83 |

Legenda:
      Retrocesso nella nuova Promozione 1952-1953 regionale.
Note:
Due punti a vittoria, uno a pareggio, zero a sconfitta.
Le formazioni giunte dal primo al quinto posto sono ammesse nella nuova IV Serie 1952-1953.
Il San Vincenzo è stato penalizzato con la sottrazione di 1 punto in classifica.

## Girone I

### Classifica finale
|  | Pos. | Squadra                | Pt | G  | V  | N  | P  | GF | GS  |
|  | ---- | ---------------------- | -- | -- | -- | -- | -- | -- | --- |
|  | 1.   | Monteponi Iglesias     | 42 | 30 | 17 | 8  | 5  | 54 | 27  |
|  | 2.   | Romulea                | 39 | 30 | 16 | 7  | 7  | 50 | 33  |
|  | 3.   | Torres                 | 38 | 30 | 15 | 8  | 7  | 60 | 27  |
|  | 3.   | F. Di Biagio Terracina | 38 | 30 | 14 | 10 | 6  | 53 | 27  |
|  | 3.   | Montevecchio           | 38 | 30 | 16 | 6  | 8  | 50 | 39  |
|  | 6.   | Sanlorenzartiglio      | 36 | 30 | 14 | 8  | 8  | 61 | 50  |
|  | 7.   | Civitavecchiese        | 35 | 30 | 13 | 9  | 8  | 39 | 31  |
|  | 8.   | Italcalcio             | 30 | 30 | 11 | 8  | 11 | 50 | 44  |
|  | 9.   | Monreale Italpiombo    | 29 | 30 | 13 | 3  | 14 | 49 | 38  |
|  | 9.   | Humanitas              | 29 | 30 | 10 | 9  | 11 | 51 | 46  |
|  | 9.   | Albatrastevere (-1)    | 29 | 30 | 9  | 12 | 9  | 42 | 43  |
|  | 12.  | Frascati (-1)          | 26 | 30 | 11 | 5  | 14 | 43 | 65  |
|  | 13.  | Ilvamaddalena (-1)     | 24 | 30 | 10 | 5  | 15 | 37 | 50  |
|  | 14.  | Fiamme Azzurre         | 23 | 30 | 9  | 5  | 16 | 44 | 52  |
|  | 15.  | Tivoli (-1)            | 15 | 30 | 4  | 8  | 18 | 41 | 59  |
|  | 16.  | Formia (-3)            | 2  | 30 | 1  | 3  | 26 | 13 | 106 |

Legenda:
      Retrocesso nella nuova Promozione 1952-1953 regionale.
Note:
Due punti a vittoria, uno a pareggio, zero a sconfitta.
Le squadre giunte dal primo al quinto posto sono state ammesse alla IV Serie 1952-1953.
La Civitavecchiese è poi stata riammessa in IV Serie a seguito di delibera federale.
Altrastevere, Frascati, Ilva e Tivoli penalizzati con la sottrazione di 1 punto, Formia con la sottrazione di 3 punti in classifica.

## Girone L

### Classifica finale
|  | Pos. | Squadra                        | Pt | G  | V  | N  | P  | GF | GS |
|  | ---- | ------------------------------ | -- | -- | -- | -- | -- | -- | -- |
|  | 1.   | Pescara                        | 52 | 32 | 23 | 6  | 3  | 82 | 32 |
|  | 2.   | Castelfidardo                  | 45 | 32 | 19 | 7  | 6  | 63 | 32 |
|  | 3.   | Ascoli                         | 41 | 32 | 18 | 5  | 9  | 46 | 34 |
|  | 4.   | Fabriano                       | 36 | 32 | 14 | 8  | 10 | 64 | 38 |
|  | 5.   | Città di Castello              | 36 | 32 | 13 | 10 | 9  | 36 | 38 |
|  | 6.   | Perugia                        | 36 | 32 | 14 | 8  | 10 | 44 | 40 |
|  | 7.   | Frosinone                      | 34 | 32 | 10 | 14 | 8  | 47 | 39 |
|  | 8.   | Sora                           | 33 | 32 | 15 | 3  | 14 | 43 | 45 |
|  | 9.   | Sulmona                        | 32 | 32 | 13 | 6  | 13 | 44 | 49 |
|  | 10.  | Marsciano                      | 31 | 32 | 11 | 9  | 12 | 45 | 51 |
|  | 11.  | Termoli                        | 28 | 32 | 10 | 8  | 14 | 48 | 50 |
|  | 11.  | Sangiorgese                    | 28 | 32 | 13 | 2  | 17 | 52 | 55 |
|  | 13.  | Forza e Coraggio Avezzano (-2) | 27 | 32 | 12 | 5  | 15 | 43 | 54 |
|  | 14.  | Foligno                        | 26 | 32 | 11 | 4  | 17 | 50 | 62 |
|  | 14.  | Pro Vasto                      | 26 | 32 | 10 | 6  | 16 | 38 | 56 |
|  | 16.  | L'Aquila                       | 18 | 32 | 5  | 8  | 19 | 19 | 49 |
|  | 17.  | Ternana (-1)                   | 12 | 32 | 3  | 7  | 22 | 19 | 59 |

Legenda:
      Retrocesso nella nuova Promozione 1952-1953 regionale.
 Retrocessione diretta.
Note:
Due punti a vittoria, uno a pareggio, zero a sconfitta.
Le squadre giunte dal primo al quinto posto sono state ammesse alla IV Serie 1952-1953.
Perugia (retrocesso dopo gli spareggi), Frosinone e L'Aquila sono poi stati riammessi in IV Serie a seguito di delibera federale.
Ternana e Avezzano sono stati penalizzati con la sottrazione rispettivamente di 1 e 2 punti in classifica.

### Risultati

#### Spareggi di ammissione in IV Serie

##### Classifica finale
|  | Pos. | Squadra           | Pt | G | V | N | P | GF | GS |
|  | ---- | ----------------- | -- | - | - | - | - | -- | -- |
|  | 1.   | Fabriano          | 3  | 2 | 1 | 1 | 0 | 2  | 0  |
|  | 2.   | Città di Castello | 2  | 2 | 1 | 0 | 1 | 3  | 3  |
|  | 3.   | Perugia           | 1  | 2 | 0 | 1 | 1 | 1  | 3  |

Legenda:
      Retrocesso.
Note:
Due punti a vittoria, uno a pareggio, zero a sconfitta.

##### Spareggi
|                   | Risultati |                   | Luogo e data            |  |
| ----------------- | --------- | ----------------- | ----------------------- |  |
| Fabriano          | 2-0       | Città di Castello | Pesaro, 15 giugno 1952  |  |
|                   |           |                   |                         |  |
| Perugia           | 0-0       | Fabriano          | Foligno, 22 giugno 1952 |  |
|                   |           |                   |                         |  |
| Città di Castello | 3-1       | Perugia           | Arezzo, 29 giugno 1952  |  |
|                   |           |                   |                         |  |